# Porsche (Formula–1)
A Porsche egy egykori Formula–1-es, előtte pedig Formula–2-es konstruktőr. Előbbi versenysorozatban 1957-ben mutatkozott be, ahol 1964-ig szerepelt. Ezalatt egy győzelmet, három második és egy harmadik helyet, valamint egy pole-pozíciót szerzett, mindegyiket az amerikai Dan Gurney révén. A csapat legjobb eredménye a konstruktőri versenyben egy harmadik hely.

## Története
A Porsche az 1950-es évek végén részt vett a Formula–2-ben a 718 RSK kétüléses sportautóval, amennyiben ezt a szabályok megengedték. Később elkészült a 718-as, amelyet 1500 köbcentiméteres motorral szereltek fel. 1961-ben, amikor a Formula–1-ben a motorok hengerűrtartalmát 1,5 literre csökkentették, a Porsche Joakim Bonnier és Dan Gurney versenyzőkkel indult a szezonban. Gurney háromszor lett második, a csapat 22 ponttal a konstruktőri harmadik helyet szerezte meg.

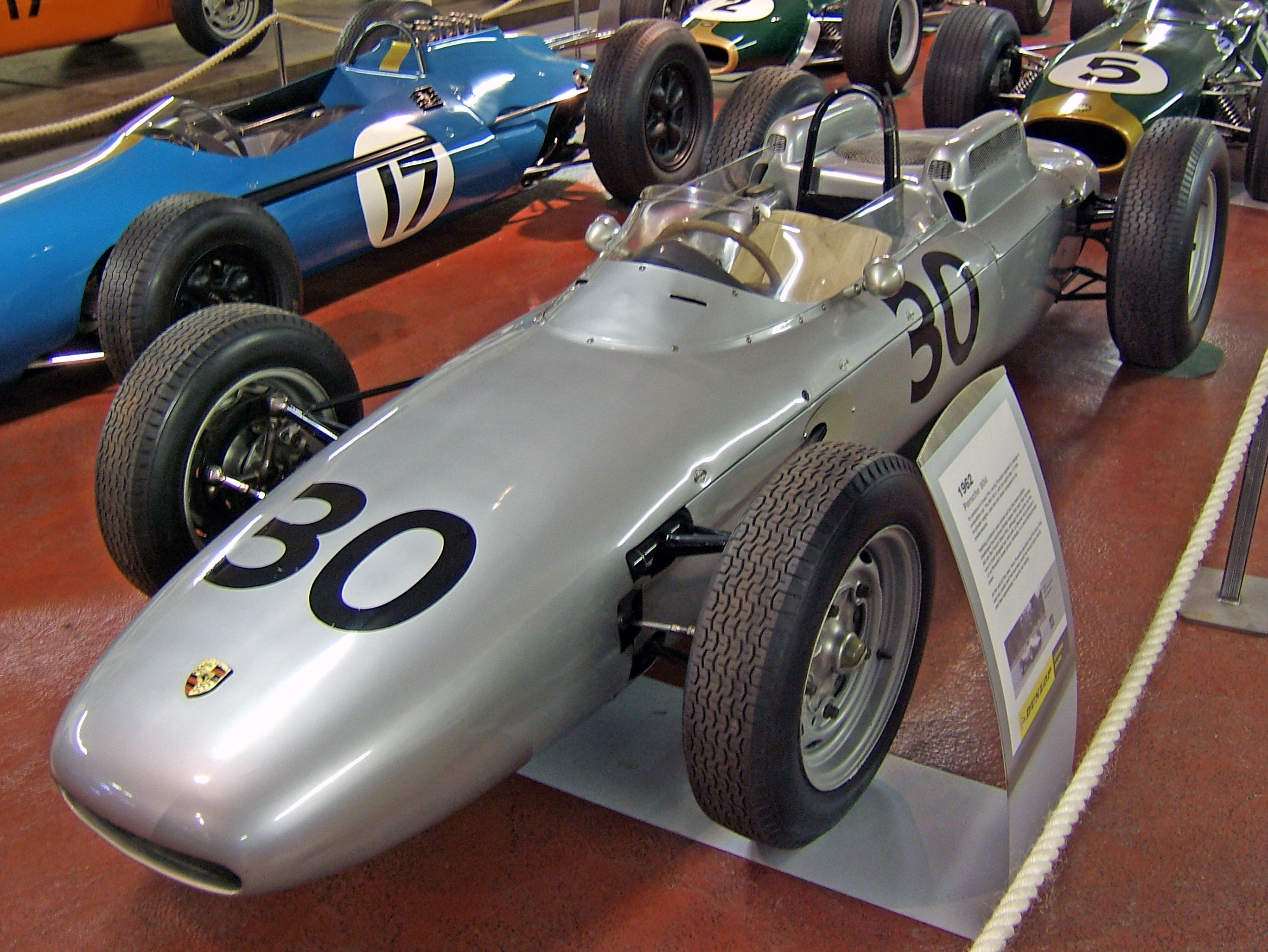
Porsche 804

1962-re új nyolchengeres motort építettek. A 804-essel szerezte meg Gurney a csapat egyetlen világbajnoki futamgyőzelmét konstruktőrként a sportágban, a francia nagydíjon. Egy héttel később az amerikai versenyző megismételte ezt a sikert a Porsche hazai közönsége előtt, egy nem világbajnoki futamon, amelyet a stuttgarti Solitudenringen rendeztek. Az évad végén a magas költségek miatt a Porsche kiszállt a sportágból. Privát versenyzők még 1964-ig indultak a korszerűtlennek számító Porsche 718-as autóval.
Két évtizeddel később, 1983-ban motorszállítóként tértek vissza a Formula–1-be, és V6-os elrendezésű, vízhűtéses turbómotorokkal látták el a McLaren csapatot. A projektet a TAG finanszírozta. A TAG-Porsche motorokkal két konstruktőri (1984, 1985) és három egyéni világbajnoki címet (1984, 1985, 1986) szerzett a McLaren. 1984 és 1987 között 25 futamgyőzelmet arattak a McLarennel. A márka 1991-ben visszatért a Footwork motorbeszállítójaként, de ezúttal a kapcsolat katasztrofálisan sikerült. Két V6-os TAG-motort kombináltak egymással (a turbófeltöltőt eltávolították), ráadásul a motor túl nehézre (180 kg) sikerült. A szezon felében kvalifikálniuk sem sikerült magukat a versenyekre, egyetlen pontot sem szereztek. A Porsche ezután végérvényesen visszavonult a sportágból.

## Formula–1-es eredmények
(Táblázat értelmezése)

(Félkövér: pole-pozícióból indult; dőlt: leggyorsabb kört futott) 

| Év   | Kasztni                         | Motor                         | Gumi                     | Versenyzők | 1   | 2   | 3   | 4   | 5   | 6   | 7   | 8   | 9   | 10  | 11  | Pont    | Helyezés |
| ---- | ------------------------------- | ----------------------------- | ------------------------ | ---------- | --- | --- | --- | --- | --- | --- | --- | --- | --- | --- | --- | ------- | -------- |
| 1957 | 550RS (F2)                      | Porsche Flat-4                |                          |            | ARG | MON | 500 | FRA | GBR | GER | PSC | ITA |     |     |     | –*      | –*       |
| 1957 | 550RS (F2)                      | Porsche Flat-4                | Umberto Maglioli         |            |     |     |     |     | Ki  |     |     |     |     |     |     | –*      | –*       |
| 1957 | 550RS (F2)                      | Porsche Flat-4                | Edgar Barth              |            |     |     |     |     | 12  |     |     |     |     |     |     | –*      | –*       |
| 1958 | RSK (F2)                        | Porsche Flat-4                |                          |            | ARG | MON | NED | 500 | BEL | FRA | GBR | GER | POR | ITA | MOR | 0       | 9.       |
| 1958 | RSK (F2)                        | Porsche Flat-4                | Edgar Barth              |            |     |     |     |     |     |     | 6   |     |     |     |     | 0       | 9.       |
| 1959 | Behra-Porsche RSK (F2) 718 (F2) | Porsche Flat-4                |                          |            | MON | 500 | NED | FRA | GBR | GER | POR | ITA | USA |     |     | 0       | 7.       |
| 1959 | Behra-Porsche RSK (F2) 718 (F2) | Porsche Flat-4                | Maria Teresa de Filippis | NK         |     |     |     |     |     |     |     |     |     |     |     | 0       | 7.       |
| 1959 | Behra-Porsche RSK (F2) 718 (F2) | Porsche Flat-4                | Wolfgang von Trips       | Ki         |     |     |     |     | NI  |     |     |     |     |     |     | 0       | 7.       |
| 1960 | 718 (F2) 718/2                  | Porsche Flat-4                |                          |            | ARG | MON | 500 | NED | BEL | FRA | GBR | POR | ITA | USA |     | 1       | 7.       |
| 1960 | 718 (F2) 718/2                  | Porsche Flat-4                | Edgar Barth              |            |     |     |     |     |     |     |     | 7   |     |     |     | 1       | 7.       |
| 1960 | 718 (F2) 718/2                  | Porsche Flat-4                | Hans Herrmann            |            |     |     |     |     |     |     |     | 6   |     |     |     | 1       | 7.       |
| 1961 | 718 718/2 787                   | Porsche Flat-4                |                          |            | MON | NED | BEL | FRA | GBR | GER | ITA | USA |     |     |     | 22 (23) | 3.       |
| 1961 | 718 718/2 787                   | Porsche Flat-4                | Jo Bonnier               | Ki         | 11  | 7   | 7   | 5   | Ki  | Ki  | 6   |     |     |     |     | 22 (23) | 3.       |
| 1961 | 718 718/2 787                   | Porsche Flat-4                | Dan Gurney               | 5          | 10  | 6   | 2   | 7   | 7   | 2   | 2   |     |     |     |     | 22 (23) | 3.       |
| 1961 | 718 718/2 787                   | Porsche Flat-4                | Hans Herrmann            | 9          |     |     |     |     | 13  |     |     |     |     |     |     | 22 (23) | 3.       |
| 1962 | 718 804                         | Porsche Flat-4 Porsche Flat-8 |                          |            | NED | MON | BEL | FRA | GBR | GER | ITA | USA | RSA |     |     | 18 (19) | 5.       |
| 1962 | 718 804                         | Porsche Flat-4 Porsche Flat-8 | Jo Bonnier               | 7          | 5   |     | 10  | Ki  | 7   | 6   | 13  |     |     |     |     | 18 (19) | 5.       |
| 1962 | 718 804                         | Porsche Flat-4 Porsche Flat-8 | Dan Gurney               | Ki         | Ki  |     | 1   | 9   | 3   | Ki  | 5   |     |     |     |     | 18 (19) | 5.       |
| 1962 | 718 804                         | Porsche Flat-4 Porsche Flat-8 | Phil Hill                |            |     |     |     |     |     |     | NI  |     |     |     |     | 18 (19) | 5.       |

* 1958-ig nem rendeztek konstruktőri bajnokságot

## Külső hivatkozások
- Hivatalos honlap